# Tears are not enough (Northern Lights)
Tears are not enough is een benefietsingle uit 1985 opgenomen door de gelegenheidsformatie Northern Lights, een supergroep van Canadese artiesten. Het doel was om geld te verzamelen om voedselhulp te bieden bij de hongersnood in Ethiopië en Eritrea in de periode 1983-85. Het was een van de vele singles van supergroepen opgenomen tussen december 1984 en april 1985, samen met onder meer de single Do they know it's Christmas? van Band Aid in het Verenigd Koninkrijk, We are the world van USA for Africa in de Verenigde Staten, Cantaré, cantarás door een Latijns Amerikaanse en Spaanse supergroep en Les yeux de la faim in Frans Canada.
Het project werd georganiseerd door Bruce Allen, die een grote groep artiesten samenbracht om een lied op te nemen dat geschreven was door David Foster, Jim Vallance, Bryan Adams, Rachel Paiement, Paul Hyde en Bob Rock. Foster en Vallance schreven de muziek en de initiële songtekst, Adams vervolledigde de Engelse songtekst, Paiement schreef de enige Franse strofe en Hyde en Rock bedachten de titel voor het lied. Het lied werd opgenomen op 10 februari 1985 in de Manta Sound Studios in Toronto.
Het lied werd uitgebracht bij CBS Records in maart 1985 en bereikte snel de nummer 1-positie in de Canadese Top 40. Aan het eind van 1985 bereikte het de eerste plaats in de Canadese hitlijst. De muziekvideo werd ook uitgebreid uitgezonden op MuchMusic.
Op 22 december 1985 zond CBC Television een 90 minutendocumentaire uit over de creatie van Tears are not enough. Deze documentaire werd daarna uitgebracht op videocassette. De CBC-journalist Brian Stewart was de eerste westerse journalist die de hongersnood in Ethiopië tot de wereldwijde aandacht bracht.
Tegen 1990 had het project 3,2 miljoen dollar verzameld voor voedselhulpprojecten in Afrika. Tien procent van het verzamelde bedrag werd gedoneerd aan Canadese voedselbanken.